# КФ Фуше Косова
„Фуше Косова“ (на албански: Klubi Futbollistik Fushë Kosova) е косовски футболен клуб от град Косово поле, частично признатата Република Косово. Играе в Супер лигата, най-силната дивизия на Косово. 

## История
Клубът е основан през 1972 година в СФР Югославия в автономен окръг Косово. Играе домакинските си срещи на стадион „Екрем Грайковци“, с капацитет 5 000 зрители. Шампион на Косово за 1990/91 година. „Фуше Косова“ в превод на български означава (Косово поле).

## Успехи
Косово:
- Суперлига на Косово
  -  Шампион (1): 1990/91

- Купа на Косово
  - 1-4 финалист (1): 2008/09

- Първа лига на Косово  (2 ниво)
  -  Победител (1): 2022/23 (група Б)
  -  Второ място (1): 2012/13

 СФР Югославия: област (Косово) ( -1991)
- Косовска Провинциална лига  (Висша лига)
  -  Шампион (1): 1972/73